# Centrální nervová soustava

Schéma centrální nervové soustavy člověka

Centrální nervová soustava (CNS) je ústřední část nervové soustavy obratlovců. Spolu s periferními nervy hraje ústřední roli v řízení jejich chování. Centrální nervová soustava se skládá z mozku a míchy.

## Ochranné obaly
CNS je chráněna třemi obaly. Obaly jsou shodné pro mozek i míchu. Obalují mozek v dutině lebeční a následně vybíhají skrze foramen magnum podél míchy do páteřního kanálu.
1. Tvrdá plena (dura mater) – Vnější obal CNS, v lebce nasedá ke kosti a v páteři vytváří durální vak, který se táhne zhruba k 2. sakrálnímu obratli
2. Pavučnice (Arachnoidea) –  Tvoří vazivové trámce mezi durou a piou mater. Je bezcévná. Prostory mezi trámci vyplňuje mozkomíšní mok.
3. Omozečnice, měkká plena mozková (pia mater) – Měkká průsvitná vrstva, která se nachází na povrchu mozku a míchy, k nimž těsně přiléhá. Vybíhá mezi mozkové závity. Tvoří ji řídké vazivo a cévní pleteně.

Viry, bakterie či jiné mikroorganismy mohou vyvolat zánět mozkových blan čili meningitidu, invazivní meningokokové onemocnění (IMO). Onemocnění je přenosné pouze mezi lidmi. Zdravotní pojišťovny hradí očkování plně dětem, rizikovým pacientům a lidem ve věku nad 65 let, jinak se spoluúčastí.

## Mícha
Mícha (mícha páteřní, medulla spinalis) je nervová trubice uložená v páteřním kanálku. Předává informace do mozku a orgánům, je dlouhá 40–45cm a vystupuje z ní 31 párů míšních nervů, které rozlišujeme na:
- krční
- hrudní
- bederní
- křížové
- kostrční.

Každý nerv obsahuje vlákna smyslová, motorická a některá vegetativní.
Při průřezu míchou rozeznáváme bílou hmotu míšní, která je tvořena axony neuronů, a šedou hmotu míšní, která je tvořena těly neuronů. Dále na míše rozlišujeme přední a zadní kořeny. Zadní (dorzální) kterými vstupují vlákna smyslových neuronů přivádějících informaci (vzruchy). Pomocí interneuronu je informace vyhodnocena a předána do mozku nebo přímo na motorické neurony, které vystupují předními (ventrálními) kořeny. Je-li zpracování podnětu provedeno bez zásahu mozku, nazývá se tento děj reflex (také se říká, že podnět proběhl po reflexním oblouku).
Nervová vlákna předních a zadních kořenů se spojují v míšní nerv. Při poškození míšních nervů může dojít k poruchám hybnosti, a to buď k částečnému ochrnuti (pareza: „spastická“ nebo „chabá“), nebo k ochrnutí úplnému (plegie).

## Mozek
Mozek (encephalon) je složen ze tří hlavních částí: zadní, střední (mesencephalon) a přední. Mozek plní některé základní funkce jako mícha = zpracovává vstupní signál ze smyslových orgánů a vytváří výstupní impulsy, které vysílá k výkonným orgánům soustředěným v oblasti hlavy, zejména dutiny ústní. Jedná se tak hlavně o reflexy = svaly obličeje a slinné žlázy. Mnohem významnější funkcí mozku je integrace a koordinace ostatních orgánů těla.
Anatomicky mozek se dělí na tři části:
1. přední mozek (prosencephalon), dělí se na dvě části: mezimozek (diencephalon) a koncový mozek (telencephalon).
2. střední mozek (mesencephalon), dále se nedělí!
3. zadní mozek (rhombencephalon), který se skládá ze dvou oddílů, a to kaudálnější prodloužené míchy (medulla oblongata) a rostrálnějšího metencephalonu, který se dělí na Varolův most (pons) a mozeček (cerebellum).

Varolův most, prodloužená mícha a střední mozek dohromady tvoří mozkový kmen.
Viry, bakterie nebo prvoci mohou vyvolat zánět mozku čili encefalitidu. Virus klíšťové encefalitidy vyvolává klíšťovou encefalitidu (též klíšťový zánět mozku). Přenašečem viru je nejčastěji klíště obecné (Ixodes ricinus), a to jak larva, nymfa nebo samice dospělého klíštěte. Vzácně může onemocnění vzniknout konzumací nepasterizovaného mléka infikovaných krav, koz a ovcí. Očkování hradí zdravotní pojišťovny lidem starším padesáti let; mladší mohou žádat o příspěvek.